# D'Oude kapel

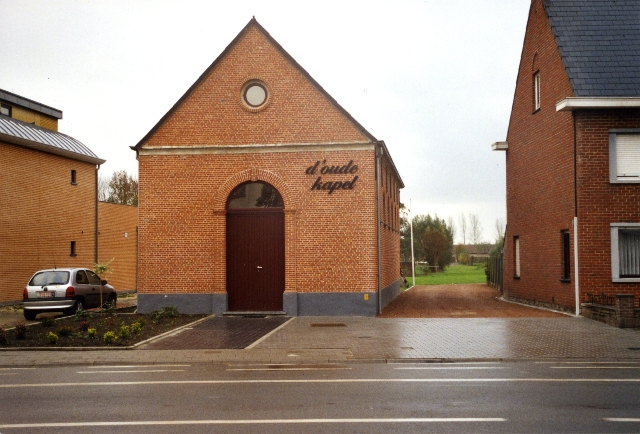
D'Oude kapel (2003)

D'Oude kapel is een kapel in de tot de Oost-Vlaamse gemeente Berlare behorende plaats Overmere, gelegen aan de Baron Tibbautstraat 20A.
Deze kapel werd in 1861 opgericht ten behoeve van de Congregationisten van Onze-Lieve-Vrouw. De kapel werd gebruikt als vergaderruimte voor de zusters. In 1877 werd de kapel met een driezijdige koorsluiting uitgebreid. Later werd de kapel gebruikt als school en bibliotheek, terwijl er ook jeugdbewegingen kwamen vergaderen.
In 1978 werd de kapel gerenoveerd en ter beschikking van verenigingen gesteld. Er kwam een keuken, een bar en toiletten.
Het betreft een eenvoudig bakstenen gebouw onder zadeldak in neotraditionele stijl.